# Yves Lequette
 (octobre 2013).
Si vous disposez d'ouvrages ou d'articles de référence ou si vous connaissez des sites web de qualité traitant du thème abordé ici, merci de compléter l'article en donnant les références utiles à sa vérifiabilité et en les liant à la section « Notes et références ».
Yves Lequette est un universitaire français né en 1946 à Neuilly-sur-Seine. 

## Biographie
Agrégé des facultés de droit (major du concours 1973), il est professeur à l'université Panthéon-Assas (Paris II). L'essentiel de ses publications et de ses enseignements se rapportent au droit international privé et au droit civil, tout particulièrement au droit des obligations et au droit patrimonial de la famille. 
Il obtient le titre de docteur en 1973 (publiée en 1976), avec une thèse intitulée Protection familiale et protection étatique des incapables sous la direction d'Henri Batiffol. Il est l'auteur de nombreux articles parus chez Dalloz, en particulier à la Revue critique de droit international privé. Réputé pour son approche critique mais non moins pénétrante du droit contemporain, il officie régulièrement dans le cadre de l'Académie de droit international de La Haye. Il est également le coauteur de plusieurs ouvrages fondamentaux, parmi lesquels les Grands arrêts de la jurisprudence civile ainsi que les Grands arrêts de la jurisprudence du droit international privé.
Il est directeur de l'École doctorale de droit privé de l'université Panthéon-Assas jusqu'en 2004. En 2005, il préside le jury du premier concours national d'agrégation de l'enseignement supérieur en droit privé. Jusqu'à sa retraite en 2015, il a continué d'enseigner à Paris 2, en particulier le droit des obligations et le droit international privé en Master 2. 
Il a dirigé de 2009 à septembre 2015 la direction du Master 2 Droit privé général à l'Université Paris 2.

## Publications
(Liste partielle) 
- Droit civil. Les obligations, avec François Terré et Philippe Simler, Paris, Dalloz, 2013 (11e édition)
- Les grands arrêts de la jurisprudence civile. Tome 1 Introduction, personnes, famille, biens, régimes matrimoniaux, successions ; Tome 2 Obligations, contrats spéciaux, sûretés, Paris, Dalloz, 2007 (12e édition)
- Grands arrêts de la jurisprudence française de droit international privé, avec Bertrand Ancel, Paris, Dalloz, 2006 (5e édition)
- Le Code civil 1804-2004 : un passé, un présent, un avenir, contributions réunies sous la direction d'Yves Lequette et Laurent Leveneur, Paris, Dalloz, 2004
- Droit civil. Les successions Les libéralités, avec François Terré et Sophie Gaudemet, Paris, Dalloz, 2013 (4e édition)
- Le droit international privé de la famille à l'épreuve des conventions internationales, RCADI, M. Nijhoff ed, Pays-Bas, 1995
- De l'utilitarisme dans le droit international privé conventionnel de la famille, Paris, Dalloz, 1994
- Protection familiale et protection étatique des incapables, préface de Henri Batiffol, Paris, Dalloz, 1976

Préfaces
- Le droit de la responsabilité civile et les fonds d'indemnisation, Jonas Knetsch, Paris, LGDJ, 2013
- La distinction de la formation et de l'exécution du contrat, Olivier Penin, Paris, LGDJ, 2012
- Contribution à l'étude des rapports entre le droit commun et le droit spécial des contrats, Charlotte Goldie-Genicon, Paris, LGDJ, 2009
- La clause réputée non écrite, Sophie Gaudemet, Paris, Economica, 2006
- La caducité des actes juridiques, Rana Chaaban, Paris, LGDJ, 2005
- Transaction et protection des parties, Laurent Chicken, Paris, LGDJ, 2005
- Principes directeurs du droit international privé et conflit de civilisations : relations entre systèmes laïques et systèmes religieux, Maire-Claude Najm, Paris, Dalloz, 2005
- Recherches sur la cohérence de la responsabilité délictuelle, Clothilde Grare, Paris, Dalloz, 2005
- Le déni de justice en droit international privé, Lycette Corbin, Aix, Presses Universitaires d'Aix-Marseille, 2004
- L'articulation du trust et du droit des successions, Sara Godechot, Paris, Ed. Panthéon-Assas (diff. LGDJ), 2004
- Aspects internes et internationaux de la protection de la vie privée en droit français, allemand et anglais, Micheline Decker, Aix, Presses universitaires d'Aix-Marseille, 2001
- Aspects philosophiques du droit international privé, Henri Batiffol (1905-1989), Paris, Dalloz, 2002
- Altération du consentement et efficacité des sanctions contractuelles, Carole Ouerdane-Aubert de Vincelles, Paris, Dalloz, 2002
- La hiérarchie des normes et les méthodes du droit international privé, Léna Gannagé, Paris, LGDJ, 2001
- De la représentation en droit privé, Philippe Didier, Paris, LGDJ, 2000
- Libre disponibilité des droits et conflits de lois, Bénédicte Fauvarque-Cosson, Paris, LGDJ, 1996